# Epistemologia formale
L'epistemologia formale utilizza metodi formali di teoria delle decisioni, logica, teoria della probabilità e della teoria della calcolabilità per ragionare su questioni di interesse epistemologico. Il lavoro in quest'area abbraccia diversi ambiti accademici, tra i quali la filosofia, l'informatica, l'economia e la statistica. L'obbiettivo dell'epistemologia formale differisce da quello dell'epistemologia tradizionale, trattando argomenti quali l'incertezza, l'induzione e la revisione delle convinzioni verso i quali riserva più attenzione rispetto all'analisi tradizionale della conoscenza.

## Storia
L'aumento di popolarità dell'epistemologia formale può essere in parte attribuita alla organizzazione annuale, a partire dal 2004, di un Formal Epistemology Workshop da parte di Branden Fitelson e Sahotra Sarkar, e delle PHILOG - conferences (a partire dal 2002), queste ultime organizzate da Vincent F. Hendricks.

## Argomenti trattati dall'epistemologia formale
- Logica induttiva;
- Teoria dei giochi e teoria delle decisioni;
- Teoria dell'apprendimento algoritmico;
- Approcci formali ai paradossi della credenza e / o dell'azione;
- Teorie formali di coerentismo e conferma;
- Fondamenti di probabilità e statistica;